# Chen Meng
Pour les articles homonymes, voir Chen.
Dans ce nom chinois, le nom de famille, Chen, précède le nom personnel Meng.
Chen Meng (né le 15 janvier 1994) est une pongiste chinoise.
Son meilleur classement est no 1 mondiale en 2019. Elle gagne sa première Coupe du monde en 2020. 
Elle est double championne olympique en simple : elle remporte la médaille d'or à Tokyo en 2021 et à Paris en 2024 à chaque fois contre Sun Yingsha sa compatriote.

## Palmarès

### 2011
- Championne du monde junior par équipes.
- Championne du monde junior en simple.
- Championne du monde junior en double.

### 2013
- Médaille de bronze aux championnats du monde en double dames.

### 2014
- Médaille d'or aux championnats du monde par équipes.

### 2016
- Médaille d'or aux championnats du monde par équipes.

### 2017
- Médaille d'argent aux championnats du monde en double dames.

### 2018
- Médaille d'or aux championnats du monde par équipes.

### 2019
- Médaille d'argent aux championnats du monde en simple dames.
- Médaille de bronze aux championnats du monde en double dames.

### 2020
- Remporte la Coupe du monde.

### 2021
- Vainqueur des Jeux olympiques d'été de 2020 en simple dames.
- Vainqueur des Jeux olympiques d'été de 2020 en équipes.
- Médaille de bronze aux championnats du monde en simple dames.
- Médaille de bronze aux championnats du monde en double dames.

### 2022
- Vainqueur du Singapore Smash 2022 - simple dames.
- Médaille d'or aux championnats du monde par équipes.
- Finaliste WTT Finals.

### 2023
- Médaille d'or aux championnats du monde en doubles.
- Médaille d'argent aux championnats du monde en simple dames.

### 2024
- Vainqueur du WTT Saudi Smash 2024 en simple dames, double dames et double mixte.
- Médaille d'or aux championnats du monde par équipes.
- Vainqueur des Jeux olympiques d'été de 2024 en simple dames.
- Vainqueur des Jeux olympiques d'été de 2024 en équipes.